# Andriej Borodin
Andriej Michajłowicz Borodin (ros. Андрей Михайлович Бородин, ur. 2 października?/15 października 1912 we wsi Safonowka w guberni kurskiej, zm. 9 lipca 1984 w Moskwie) – radziecki polityk, członek KC KPZR (1971–1981), Bohater Pracy Socjalistycznej (1972).

## Życiorys
W 1932 ukończył technikum weterynaryjne w Kursku, w latach 1932–1939 pracował jako weterynarz w sowchozie, kierownik punktu weterynaryjnego kombinatu rolniczego w obwodzie aktiubińskim/kustanajskim, 1939–1942 szef zarządu weterynaryjnego i zastępca szefa obwodowego oddziału rolniczego w Kustanaju. Od 1941 w WKP(b), 1942–1945 zastępca kierownika wydziału rolnego i zastępca sekretarza Komitetu Obwodowego Komunistycznej Partii (bolszewików) Kazachstanu ds. hodowli, 1945–1953 zastępca kierownika Wydziału Hodowli/Wydziału Rolnego KC KP(b)K/KPK, w 1951 zaocznie ukończył Instytut Zoologiczno-Weterynaryjny w Ałmaty, w 1953 I zastępca ministra gospodarki rolnej i zapasów Kazachskiej SRR. Od 1953 do kwietnia 1956 pełnomocnik Ministerstwa Zapasów ZSRR w Kazachskiej SRR, od kwietnia 1956 do marca 1957 I sekretarz Komitetu Obwodowego KPK w Akmole (obecnie Astana), następnie minister gospodarki rolnej Kazachskiej SRR, w latach 1957–1958 zastępca przewodniczącego Państwowego Komitetu Planowania Rady Ministrów Kazachskiej SRR w randze ministra, 1958–1959 kierownik Wydziału Rolnego KC KPK. Od stycznia 1959 kwietnia 1981 I sekretarz Kustanajskiego Komitetu Obwodowego KPK (od stycznia 1963 do grudnia 1964: Kustanajskiego Wiejskiego Komitetu Obwodowego KPK), od 9 kwietnia 1971 do 23 lutego 1981 członek KC KPZR, od kwietnia 1981 na emeryturze. Deputowany do Rady Najwyższej ZSRR od 6. do 10. kadencji.

## Odznaczenia
- Medal Sierp i Młot Bohatera Pracy Socjalistycznej (13 października 1972)
- Order Lenina (sześciokrotnie)
- Order Czerwonego Sztandaru Pracy (1962)
- Order Wojny Ojczyźnianej I klasy
- Krzyż Srebrny Orderu Virtuti Militari (PRL)

I medale.